# 深圳公交M200路

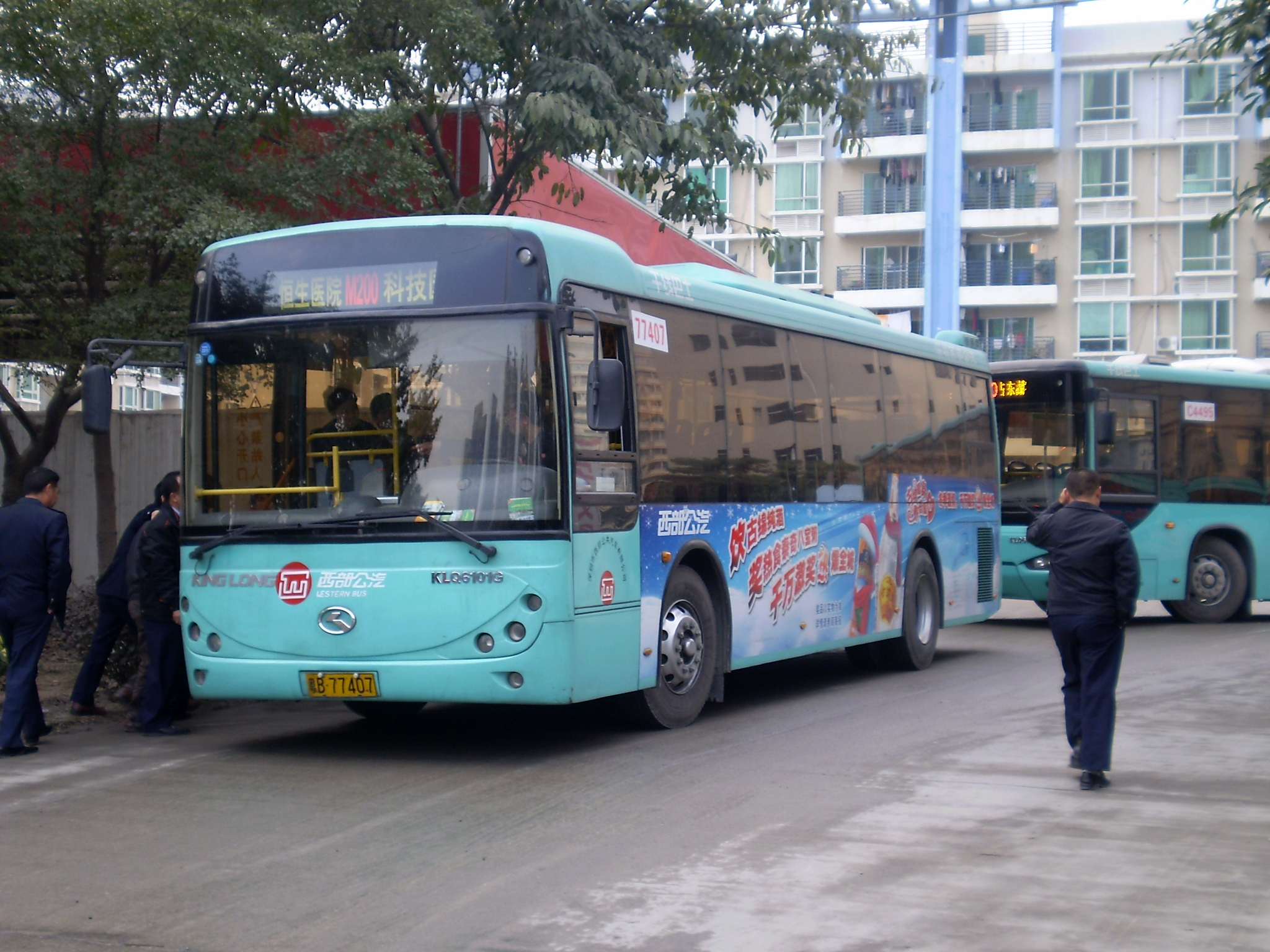
深圳公交M200路苏州金龙KLQ6101G

深圳公交M200路，是从西乡恒生医院开往科技园总站的干线巴士，由深圳市西部公共汽车有限公司营运。

## 线路简介
- 深圳公交M200路由深圳市西部公共汽车有限公司营运。
- M200路从西乡恒生医院开往科技园总站，全长16公里,车型为五洲龙FDG6111HEVG、五洲龙FDG6112HEVG空调巴士，全程行驶时间为55分钟。
- 服务时间：6:30-21:30。
- 班次间隔：10分钟（平峰期）7分钟（高峰期）

## 途经站点
- 科技园方向：恒生医院 - 泰华阳光海 - 宝源新村 - 华忆科技 - 海滨新村 - 深业新岸线 - 宝安行政中心北 - 宝安赛格 - 金成名苑 - 西城上筑 - 甲岸路口 - 中商花园 -  宝安实验学校 - 南头 - 荔香公园 - 深大北门① - 科技园② - 创维大厦 - 中兴通讯 - 数字科技园 - 高新公寓 - 科技园总站 (22站)

- 恒生医院方向：科技园总站 - 高新公寓 - 数字科技园 - 中兴通讯 - 创维大厦 - 科发路 - 科技园② - 深大北门① - 荔香公园 - 南头 - 中南花园 - 中商花园 - 甲岸路口 - 西城上筑 - 宝安赛格 - 宝安行政中心北 - 深业新岸线 - 海滨新村 - 华忆科技 - 宝源新村 - 泰华阳光海 - 恒生医院 (22站)

## 历史
- M200路线于2008年12月开通，为深圳“三层次公交线网”中的干线，是全深圳第一条以M字开头的新线，以西部公汽当时购买的海格KLQ6920GE3运营。[1]
- 2009年6月，从603路调来数量不明的KLQ6101G并翻新。
- 2010年8月，由于高峰期客流骤增，且320路线的五洲龙混合动力FDG6112HEVG已经投入运营多时，于是碧海湾车队从320路调来数量不明的KLQ6119GE3运营M200，从此M200的主力是KLQ6119GE3。随后，一些数量不明的KLQ6920GE3调到662路来运营，有2部M200路的KLQ6920GE3调到320路运营。
- 2010年10月，M200出现了以K字头运营的数量不明的FDG6112HEVG，随后不久，这些FDG6112HEVG转到320路与M209路来运营。
- 后来610的车全线报废，并从M376路调来部分宇通ZK6926HGA，从630/M382调来部分金旅XML6102UE1，从M200调来部分海格KLQ6101G(包括导航图的粤B-77407）和KLQ6119GE3空调巴士运营。
- 至此，M200路的KLQ6119GE3，KLQ6101G，KLQ6920GE3全调至其他线路运营。

## 资料来源
1. ↑  
. 深圳新闻网. 2008-12-26  [2011-01-28]. （原始内容存档于2017-12-26） （中文（简体））.